# Edward Langille
Edward Langille, né le 11 avril 1959 à Saint Catharines, Ontario, est un professeur de lettres universitaire canadien, spécialiste de la langue et de la littérature françaises. Il enseigne les lettres modernes à l'université Saint-Francis-Xavier d'Antigonish, en Nouvelle-Écosse depuis 1989. Il s'intéresse plus particulièrement au Siècle des Lumières et à l'œuvre Voltaire : il est membre correspondant pour l'Amérique du Nord de la Société des études voltairiennes. Langille est aussi l'auteur d'études sur la culture et l'histoire acadiennes.

## Cursus universitaire et distinctions
Il termine en 1980 ses études du premier cycle à l'université Sainte-Anne, la seule université francophone de Nouvelle-Écosse. Il est docteur ès lettres de l'université Sorbonne Nouvelle en 1987.
En 2004 ses contributions aux progrès des connaissances académiques et à la culture sont reconnues par le gouvernement français qui le fait Chevalier de l'Ordre des Palmes académiques et Chevalier de l'Ordre des Arts et des Lettres. Le 1er février 2013, il reçoit la médaille du jubilé de diamant de la reine Elizabeth II pour services rendus dans les domaines éducatif et culturel. Il signe également certains de ses travaux, ceux rédigés en français, du prénom  Édouard.

## Travaux sélectionnés
- Histoire de Tom Jones, ou l'enfant trouvé (1750). Adaptation de Pierre-Antoine de la Place, éditée par Édouard Langille. Paris: Classiques Garniers, 2013. [P]
- Voltaire, Aventure Indienne, édition préparée par Édouard Langille, Les Œuvres Complètes de Voltaire, Oxford, Voltaire Foundation, 57A, 2013. [P]
- Voltaire, Les Aveugles, juges des couleurs, édition préparée par Édouard Langille, Les Œuvres Complètes de Voltaire, Oxford, Voltaire Foundation, 57A, 2013. [P]
- (en) Langille, E., The Life and Career of M. Lillian Burke (1880-1952), Journal of the Royal Nova Scotia Historical Society, 2013. [P]
- Fougeret de Monbron, Le Cosmopolite, ou le citoyen  du monde (1750), nouvelle édition préparée avec introduction par É. Langille. Notes et commentaires par É. Langille, Modern Humanists Research Association, spring 2010[6].
- Candide en Dannemarc ou l'optimisme des honnêtes gens (Genève, 1767) nouvelle édition préparée avec introduction par É. Langille. Notes et commentaires par É. Langille, University of Durham Press-Modern Language Series, 2008. 192p (reprinted 2010 University of Manchester Press)[7]
- Dulaurens, Henri-Joseph, Candide ou optimisme, seconde partie 1760,  nouvelle édition préparée avec introduction  par É. Langille. Notes et commentaires par É. Langille et G. Pink, University of Exeter Press : Textes littéraires, 2003. 89p.
- “La Place, Monbron and the Origins of Candide”, French Studies, 2012, Vol. LXVI, No. 1, 12-25.
- “The Making of Candide’s Paquette”, Prostitution and Eighteenth-Century Culture: Sex, Commerce and Morality, ed. Ann Lewis, Markman Ellis, forthcoming (Pickering and Chatto: London).
- Langille, E., « L’Histoire de Tom Jones, ou l’enfant trouvé (1750) et la structure narrative de ‘Candide’ », Dix-Huitième Siècle, 43, 2011, p. 653-669.
- Langille, E., ‘Molly, Jenny and Margot, Or the making of Candide’s Paquette’, Romance Notes, 49, 2010, p. 357-366.
- Langille, E., “Candide and Tom Jones: Voltaire perched on Fielding’s Shoulders” in Mentoring in Eighteenth Century British Literature and Culture, ed. Antony W. Lee, (Ashgate, 2009), p. 85-108.
- Langille, E.M., ‘Le Roi des Bulgares’: Was Voltaire’s satire on Frederick the Great just too opaque? in An American Voltaire: Essays in Memory of J. Patrick Lee, ed. E. Joe Johnson and Byron R. Wells (Cambridge Scholars Publishing, 2009), p. 240-52.
- Langille, E.M., Fielding, LaPlace’s Histoire de Tom Jones” and “Candide” in Henry Fielding in Our Time, ed. by J. A. Downie, (Cambridge Scholars Publishing, Cambridge 2008) p. 233-255.
- Langille, E.M. “Voltaire’s satire on Frederick the Great: Candide, his posthumous Mémoires, Scarmentado and Les Questions sur l’Encyclopédie”, Romance Notes, Vol. 48 (1), Fall 2007, p. 49-57.
- Langille, É., « L’Histoire de Tom Jones : ou l’enfant trouvé (1750) et  la genèse de Candide », Revue de l’Histoire littéraire de la France, 2008 (2) p. 269-287.
- Langille, É., La Place’s « Histoire de Tom Jones, ou l’enfant trouvé » and « Candide », Eighteenth Century Fiction, 19:3, Spring 2007, p. 267-289.
- Langille, É, Brooks, G.P., « How English Translators have dealt with Candide’s homosexual allusions », Literary Research/Recherche Littéraire, 2001, Vol., 18, No 36, p. 367-88.
- Langille, É., « Allusions to Homosexuality in Voltaire’s ‘Candide’ : a reassessment » Studies on Voltaire and the Eighteenth Century, 2000 : 05 p. 53-63.